# Max Merten
Max Merten (8. září 1911, Berlín-Lichterfelde – 21. září 1971, Západní Berlín) byl Kriegsverwaltungsrat (poradce vojenské správy) nacistických německých okupačních sil v Soluni v severním Řecku během druhé světové války. Mimo jiné byl zodpovědný za deportaci cca 50 000 Židů z města.

## Život
Byl zatčen během návštěvy Řecka v roce 1959, což vyvolalo politický skandál, „aféru Merten“ (řecky: Υπόθεση Μέρτεν). V Řecku byl odsouzen na 25 let jako válečný zločinec. Nátlak Západního Německa však vedl k jeho vydání do vlasti, kde byl propuštěn na svobodu.
Dne 28. září 1960 zveřejnily západoněmecké noviny Hamburger Echo a Der Spiegel výňatky z Mertenovy výpovědi německým úřadům, kde Merten tvrdil, že řecký premiér Konstantinos Karamanlis byl informátorem během nacistické okupace Řecka. Tato prohlášení vyvolala negativní reakci vůdce opozice Georgiose Papandrea a řecké levice proti Karamanlisovi.
Karamanlis tvrzení odmítl jako nepodložená a absurdní. Mertenova obvinění proti Karamanlisovi nebyla u soudu nikdy potvrzena.